# 881 (číslo)
Osm set osmdesát jedna je přirozené číslo. Římskými číslicemi se zapisuje DCCCLXXXI a řeckými číslicemi ωπα'. Následuje po čísle osm set osmdesát a předchází číslu osm set osmdesát dvě.

## Matematika
881 je:
- Deficientní číslo
- Prvočíslo
- Nešťastné číslo

## Astronomie
- (881) Athene je planetka hlavního pásu, kterou v roce 1917 objevil Max Wolf
- NGC 881 je spirální galaxie v souhvězdí Velryby

## Roky
- 881
- 881 př. n. l.